# Balaoan
Balaoan (Bayan ng Balaoan) är en kommun i Filippinerna. Kommunen ligger på ön Luzon, och tillhör provinsen La Union. Folkmängden uppgår till 39 188 invånare.
Balaoan är indelat i 36 barangayer år 2015.